# 大湾硫斗
大湾 硫斗（おおわん りゅうと、1998年4月16日 - ）は、日本のプロボクサー。沖縄県うるま市出身。志成ボクシングジム（旧Ambition GYM）所属。かつては白井・具志堅スポーツジムに所属していた。

## 人物
うるま市立具志川中学校卒業。沖縄県立美来工科高等学校卒業。

## 来歴
幼少期から空手を始めボクシングに10歳で転向し、U-15全国大会優勝。高校インターハイ3位。
2017年4月にB級ライセンスを取得。2017年5月にプロデビュー。
2018年10月11日、後楽園ホールで行われた「ダイヤモンドグローブ」にて荒木哲と日本ユース・バンタム級王座決定戦を行い、8回0-3の判定負けを喫し、王座獲得に失敗した。
2020年7月31日、プロデビュー以来所属していた白井・具志堅ジム閉鎖に伴いAmbition GYM（現:志成ジム）へ移籍した。
2023年6月29日、日本スーパーバンタム級王座決定戦で下町俊貴と対戦し、10回判定負けを喫し王座獲得に失敗した。
2023年10月13日、後楽園ホールで行われた「LIFETIME BOXING FIGHTS17」で元WBA世界ミニマム級暫定王者のパイパロープ・ゴーキャットジムと対戦したが、大湾が前日計量で800gの体重超過があった為、試合当日12時の体重が60.3キロ以下という条件をクリアした事で試合は行われ、4回1分40秒TKO勝ちを収めた。試合から3日後の同年10月16日、JBCは大湾に前日計量が行われた同年10月12日より6か月間のライセンス停止処分を下した。
2024年4月17日、後楽園ホールで行われた「LIFETIME BOXING FIGHTS20」でライセンス停止処分明けの復帰戦としてゲーリー・タマヨと57.0kg契約で対戦し、8回3-0（79-73×2、78-74）の判定勝ちを収めた。
2024年8月22日、後楽園ホールでジョーム・サイトーンジムと57.0kg契約で対戦し、2回1分44秒TKO勝ちを収めた。
2025年1月30日、JBCの2025年1月度日本ランキングが発表され、大湾が日本スーパーバンタム級15位にランクインし日本ランカー復帰を果たした。
2025年2月8日、セブ島のNUSTAR RESORT&CASINOで開催された「BINUBUKAY SA SUGBO」興行でJBC非公認のWBOグローバルフェザー級王者の薑宗善とWBOグローバル同級タイトルマッチを行い、レフェリーストップにより9回2分59秒TKO勝ちを収めJBC非公認ながらプロ初および日本人プロボクサー史上初のWBOグローバル王座獲得に成功した。

## 戦績
- プロボクシング - 16戦 14勝 (9KO) 2敗

| 戦           | 日付           | 勝敗 | 時間    | 内容    | 対戦相手                           | 国籍       | 備考                                  |
| ------------ | -------------- | ---- | ------- | ------- | ---------------------------------- | ---------- | ------------------------------------- |
| 1            | 2017年5月8日   | ☆    | 2R 0:20 | TKO     | セーンラチャン・ソーテバタニー     | タイ       | プロデビュー戦                        |
| 2            | 2017年8月10日  | ☆    | 1R 1:11 | TKO     | デングッチュム・シットソートーゴー | タイ       |                                       |
| 3            | 2017年10月22日 | ☆    | 6R      | 判定3-0 | アルビン・メデュラ                 | フィリピン |                                       |
| 4            | 2018年2月4日   | ☆    | 6R      | 判定3-0 | ジュン・ブラゾ                     | フィリピン |                                       |
| 5            | 2018年7月30日  | ☆    | 1R 1:58 | TKO     | 松下拓磨(市野)                     | 日本       |                                       |
| 6            | 2018年10月11日 | ★    | 8R      | 判定0-3 | 荒木哲(斉藤)                       | 日本       | 日本ユース・バンタム級王座決定戦      |
| 7            | 2020年10月26日 | ☆    | 5R 1:26 | TKO     | 岸根知也(ミツキ)                   | 日本       |                                       |
| 8            | 2021年4月24日  | ☆    | 4R 1:19 | TKO     | 岩屋卓史(寝屋川石田)               | 日本       |                                       |
| 9            | 2021年12月14日 | ☆    | 2R 1:45 | TKO     | 杉田ダイスケ(ワタナベ)             | 日本       |                                       |
| 10           | 2022年8月30日  | ☆    | 8R      | 判定3-0 | マーク・アンソニー・ヘラルド       | フィリピン |                                       |
| 11           | 2022年12月31日 | ☆    | 8R      | 判定3-0 | ロビン・ラングレス                 | フィリピン |                                       |
| 12           | 2023年6月29日  | ★    | 10R     | 判定0-3 | 下町俊貴                           | 日本       | 日本スーパーバンタム級王座決定戦      |
| 13           | 2023年10月13日 | ☆    | 4R 1:40 | TKO     | パイパロープ・ゴーキャットジム     | タイ       |                                       |
| 14           | 2024年4月17日  | ☆    | 8R      | 判定3-0 | ゲーリー・タマヨ                   | フィリピン | 57.0kg契約8回戦                       |
| 15           | 2024年8月22日  | ☆    | 2R 1:44 | TKO     | ジョーム・サイトーンジム           | タイ       | 57.0kg契約8回戦                       |
| 16           | 2025年2月8日   | ☆    | 9R 2:59 | TKO     | 薑宗善                             | 韓国       | WBOグローバルフェザー級タイトルマッチ |
| テンプレート |                |      |         |         |                                    |            |                                       |

## 獲得タイトル
- WBOグローバルフェザー級王座